# Mount Waldron
Mount Waldron ist ein 3100 m hoher Berg im westantarktischen Ellsworthland. Er ist 5 km nördlich des Mount Tuck in der Sentinel Range des Ellsworthgebirges der höchste Gipfel des Veregava Ridge zwischen dem Dater- und dem Hansen-Gletscher.
Entdeckt wurde der Berg bei einem Überflug zwecks Erstellung von Luftaufnahmen durch die Flugstaffel VX-6 der United States Navy zwischen dem 14. und 15. Dezember 1959. Diese Luftaufnahmen dienten dem United States Geological Survey für eine Kartierung. Das Advisory Committee on Antarctic Names benannte den Berg 1961 nach Kenneth L. Waldron (* 1935), Elektriker der ersten Überwinterungsmannschaft auf der Südpolstation im Jahr 1957.